# Eddie Rivera (pallavolista)
Eddie Rivera (Carolina, 16 giugno 1992) è un pallavolista portoricano, schiacciatore dei Cafeteros de Yauco.

## Carriera

### Club
La carriera di Eddie Rivera inizia nei tornei scolastici portoricani, giocando per la Saint Francis School di Carolina; dopo il diploma si trasferisce negli Stati Uniti d'America, partecipando alla NCAA Division I dal 2011 al 2014 con la IPFW.
Nella stagione 2014 fa il suo debutto da professionista nella Liga de Voleibol Superior Masculino, giocando per i Gigantes de Carolina, venendo inoltre premiato come miglior esordiente. Nella stagione seguente approda ai Mets de Guaynabo, coi quali si aggiudica lo scudetto. Nel febbraio 2016 firma con l'Al-Gharafa nella Qatar Volleyball League per la seconda parte della stagione 2015-16.
Nel corso del campionato 2016-17, poco dopo l'inizio dell'annata, lascia la franchigia di Guaynabo e approda ai Caribes de San Sebastián, raggiungendo le finali scudetto, mentre nel campionato seguente difende i colori degli Indios de Mayagüez. Per la Liga de Voleibol Superior Masculino 2018 si accasa ai Gigantes de Adjuntas.
In seguito gioca col Saaremaa, in Estonia, vincendo la coppa nazionale; rientra quindi a Porto Rico per la Liga de Voleibol Superior Masculino 2019, vestendo nuovamente la maglia degli Indios de Mayagüez, con cui, dopo la cancellazione del campionato portoricano nel 2020, torna in campo nella Liga de Voleibol Superior Masculino 2021. Nell'annata seguente approda ai Cafeteros de Yauco, venendo inserito nello All-Star Team del torneo e ripetendosi nell'annata seguente.

### Nazionale
Nel 2015 debutta nella nazionale portoricana, vincendo la medaglia di bronzo al campionato nordamericano. Nel 2018 conquista l'oro ai XXIII Giochi centramericani e caraibici.

## Palmarès

### Club
- Campionato portoricano: 1

2015
- Coppa d'Estonia maschile: 1

2018

### Nazionale (competizioni minori)
- Giochi centramericani e caraibici 2018

### Premi individuali
- 2014 - Liga de Voleibol Superior Masculino: Miglior esordiente
- 2018 - Qualificazioni nordamericane alla Volleyball Challenger Cup: Miglior servizio
- 2018 - Qualificazioni nordamericane alla Volleyball Challenger Cup: Miglior schiacciatore
- 2022 - Liga de Voleibol Superior Masculino: All-Star Team
- 2023 - Liga de Voleibol Superior Masculino: All-Star Team